# 志賀廼家淡海
志賀廼家 淡海（しがのや たんかい、1883年（明治16年）12月13日 - 1956年（昭和31年）10月15日）は、日本の喜劇役者。新派劇団を結成、後に喜劇に転じた。「淡海節」は一世を風靡した。

## 生涯
1883年（明治16年）12月13日、滋賀県滋賀郡本堅田村（現滋賀県大津市堅田2丁目）の割烹旅館の子として生まれ、本名は田辺耕治。江州音頭で注目を浴び、18歳の時に芸界へ入り芸名を桜川国丸と名乗った。1905年（明治38年）新派劇団堅国団を組織して座長となり、1908年（明治41年）喜劇に転じて、芸名を志賀廼家淡海と改め座名も八景団と変えて地方巡業で芸を磨いた。一世を風靡した「淡海節」は地方巡業の途中舞鶴の浜でヒントを得たと伝えられ、1917年（大正6年）熊本の舞台で発表し、天性の美声もあって世間から絶大な評判を得、1919年（大正8年）一座解散の後喜劇界に進出し、曾我廼家五郎・十郎と人気を二分する喜劇界名優として知られた。第2次世界大戦後は宗教劇に転じ、東西本願寺の後援で蓮如劇、続いて親鸞劇で全国を巡演した。1956年（昭和31年）10月15日、巡業先の鹿児島で急逝した。

## 淡海節
淡海節は志賀廼家淡海が1917年（大正6年）、熊本の大和座の劇中で「ヨイショコショ節」を初めて唄い、それがファンによって「淡海節」と呼ばれるようになった。日本の庶民層、花柳界などでも大いに受けた劇中歌の一つである。現在では淡海生誕地の滋賀県大津市堅田で民謡化され、1984年（昭和59年）に淡海節保存会が結成された。

## 関連事項
- 「喜劇全集 上之卷」P379「かりもの（二場） 志賀廼家淡海」の項（大日本雄弁会講談社編 大日本雄弁会講談社 1931年）
- 「喜劇全集 中之卷」P208「友を訪ねて（五齣） 志賀廼家淡海」の項（大日本雄弁会講談社編 大日本雄弁会講談社 1931年）
- 「大津市歴史博物館研究紀要 1996年12月20日」 P50「志賀廼家淡海興行年譜(1)-『京都日出新聞』の演芸記事から」の項（大津市歴史博物館）